# Благой Фанев
Благой Фанев Константинов (Костадинов) е български предприемач, сараф, месопроизводител и търговец.

## Биография
Благой Фанев е роден на 14 март 1893 година в костурското село Бобища, тогава в Османската империя. Баща му Теофан Попкостадинов (Фани Попов) е четник в четите на полковник Анастас Янков и Петър Гайков. През 1906 година се преселва във Варна.
Занимава се основно с производство и търговия на месни продукти. Собственик е на колбасарска работилница и стопанство за угояване на животни, които след кооперирането през 1948 г. преминават под управлението на Районния кооперативен съюз във Варна. Фирмата му изнася добитък в Африка и Близкия изток. За целта построява едномачтовата гемия „Балкан“, която след национализацията става плаваща работилница „Батова“ при Български морски флот..
През Втората световна война българските търговци Благой Фанев и Петков, при посредничеството на Константин Богданов, възнамеряват да създадат българско предприятие в Солун.
В Държавен архив – Варна се съхраняват фондове за „Благой Фанев“ Акционерно дружество за търговия и износ – Варна 84К, състоящ се от 114 архивни единици от периода 1940 – 1949 г. и „Благой Фанев“ износ-внос – Варна 131К, състоящ се от 64 архивни единици от периода 1935 – 1947 година.